# Vallmoll
Vallmoll es un municipio y localidad de la comarca del Alto Campo en la provincia de Tarragona, Comunidad Autónoma de Cataluña, España.Vallmoll tienes dos fiestas una en verano y otra en invierno que son importantes. Este municipio tiene un club de fútbol  federado. 

## Símbolos
- El escudo heráldico municipal de Vallmoll se define por el siguiente blasón:

«Escudo en forma de losange con ángulos rectos: de oro, 3 barbos de mar de gules ojados de oro nadando; el del centro contornado. Por timbre, una corona de barón.»
Este blasón fue aprobado el 7 de febrero de 1994.
Los tres barbos de mar son un señal parlante tradicional relativo al nombre de la población, ya que moll en catalán significa barbo de mar o salmonete. El castillo de la localidad se convirtió, en el siglo XV, el centro de la baronía de Vallmoll, y este hecho es representado por la corona de barón.

## Geografía humana

### Demografía
Cuenta con una población de 1951 habitantes (INE 2024).
| Gráfica de evolución demográfica de Vallmoll entre 1842 y 2021                                                        |
| |
| Población de derecho según los censos de población del INE. Población de hecho según los censos de población del INE. |

### Núcleos de población
Vallmoll está formado por dos núcleos o entidades de población. 
Lista de población por entidades:
| Entidad de población          | Habitantes (2009) |
| ----------------------------- | ----------------- |
| Urbanització Vallmoll Paradís | 518               |
| Vallmoll                      | 1112              |

### Evolución demográfica
| 1421                       | 1071 | 871 | 1068 | 1469 |
| (Fuente: [cita requerida]) |      |     |      |      |

- Gráfico demográfico de Vallmoll entre 1717 y 2006

1717-1981: población de hecho; 1990- : población de derecho

## Administración y política
| Periodo   | Nombre                   | Partido |
| --------- | ------------------------ | ------- |
| 1991-1995 | Josep Lluís Cusidó Prats | PSC     |
| 1995-1999 | Josep Lluís Cusidó Prats | PSC     |
| 1999-2003 | Josep Lluís Cusidó Prats | PSC     |
| 2003-2007 | Josep Lluís Cusidó Prats | PSC     |
| 2007-2011 | Josep Lluís Cusidó Prats | PSC     |
| 2011-2015 | Josep Lluís Cusidó Prats | PSC     |
| 2019-2023 | Josep Lluís Cusidó Prats | PSC     |

## Monumentos y lugares de interés
- Iglesia de Santa María de Vallmoll
- Castillo de Vallmoll